# 24-ті улани

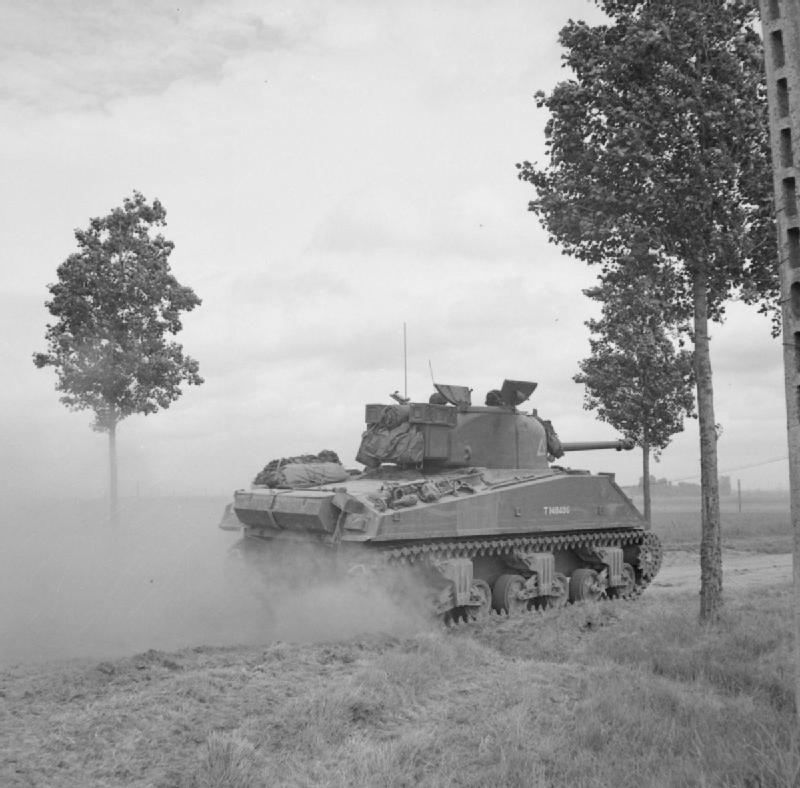
Танк Шерман VC 24-их уланів поблизу Сен-Леже, 11 червня 1944

24-ті улани (англ. 24th Lancers) — кавалерійський полк Британської армії, сформований у 1940 році і розформований у 1944.

## Історія
Полк був сформований у грудні 1940 року з кадрів 9-их та 17-их/21-их уланів та увійшов до складу 29-ї бронетанкові бригади 11-ї бронетанкові дивізії.

## Бойові почесті
- Пюто-ан-Бессен[2]
- Вілле-Бокаж[2]
- Тії-сюр-Сель[2]
- Одон[2]
- Фонтене-ле-Пенель[2]
- Оборона Руре[2]
- Північно-Західна Європа 1944[2]